# Telipinusz törvényei
Telipinusz törvénykönyve a Hettita Birodalom első államjogi törvénygyűjteménye. Az i. e. 16. század vége körül keletkezett.
Az óhettita kor belső viszályokkal terhes utolsó évei I. Murszilisz meggyilkolásával ért véget. Utódja Telipinusz (i. e. 16. század vége) lett Karahnuilisz, a trónörökös helyett. Telepinusz minden bizonnyal Murszilisz másodunokahúgának férje, és uralkodásának jogcíme teljesen bizonytalan. A CTH#19 számú ékírásos táblát sokszor „Telepinusz kiáltványa” címen említik, mert nem csak törvények olvashatók rajta, hanem az elődök cselekedeteit is, így részben csatlakozik a korábbi életrajzi dokumentumok vonulatához is. Legfontosabb passzusai a trónöröklés rendjének szabályozása és az, hogy biztosítja az előkelőség – pontosabban a pankusz – jogát arra, hogy az uralkodóházban megesett gyilkosságokat megtorolják.
E jogi szöveg az első, hosszabb időszakot átfogó eseménytörténet is, s így hozzá nyúlnak vissza az Elő-Ázsiában kialakuló történetírás gyökerei. Már nem csak egy uralkodó tetteit beszéli el, mint például az Anittasz-proklamáció (CTH#1), hanem egy tematikus periódust, jelen esetben a királyi hatalom hanyatlásának időszakát.
A törvényekből az ÓKTCh közöl magyar fordításokat a 255-264. oldalon. Az ÓKTCh-ban nem szereplő szövegből:
| Eredeti szöveg | Magyarul |
| --- | --- |
| ka-ru-u2 mLa-ba-ar-na-aš LUGAL.GAL e-eš-ta na-pa DUMUMEŠ-ŠU ŠEŠMEŠ-ŠU LÚ.MEŠga-e-na-aš-še-eš-ša LUMEŠ ḫa-aš-ša-an-na-aš-ša-aš U3 ERIN2MEŠ-ŠU ta-ru-up-pa-an-te-eš e-še-ir // nu ut-ne-e te-pu e-eš-ta ku-wa-at-ta-aš la-aḫ-ḫa-ma pa-iz-zi nu LÚKUR-an ut-ne-e ku-ut-ta-ni-it tar-aḫ-ḫa-an ḫar-ta // nu ut-ne-e ḫar-ni-in-ki-iš-ki-it nu ut-ne-e ar-ḫa tar-ra-nu-út nu-uš a-ru-na-aš ir-ḫu-uš i-e-it ma-a-na-aš la-aḫ-ḫa-az-ma EGIR-pa-u2-iz-zi-nu DUMUMEŠ-ŠU ku-iš-ša ku-wa-at-ta ut-ne-ne pa-iz-zi // URUḪu-u-piš-na URUTu-u-wa-nu-wa URUNe-na-aš-ša URULa-an-da URUZa-al-la-ra URUPar-šu-ḫa-an-ta URULu-u-uš-na nu ut-ne-e ma-ni-ya-aḫ-hi-eš-ki-ir nu URUDIDLI.ḪI.A GAL.GALTIM ti-it-ti-ya-an-te-eš e-šir | Régen Labarnasz volt a nagykirály. Fiai, testvérei, rokonai, családtagjai és csapatai egységesek voltak. Az ország kevés volt. Akárhová hadba vonult, az ellenség országát erővel legyőzte. Az országokat legyőzte és megfosztotta hatalmuktól. A tengert tette határukká. Amikor visszatért a hadjáratról, mindegyik fia elment valamelyik országba. Hupisznában, Tuvanuvában, Nenasszában, Landában, Callarában, Parszuhantában és Lusznában kormányozták az országot. A nagyvárosok jól ellátottak voltak. |